# Les Ensorceleuses
Pour les articles homonymes, voir L'Ensorceleuse.
Pour plus de détails, voir Fiche technique et Distribution.
Les Ensorceleuses (Amour et Magie au Québec ; Practical Magic) est un film américain réalisé en 1998 par Griffin Dunne, avec Sandra Bullock et Nicole Kidman. Le film est basé sur la nouvelle d'Alice Hoffman parue en 1995.
Le film est considéré comme culte,,,.

## Synopsis
Dans une petite ville du Massachusetts, la famille Owens est considérée avec suspicion depuis plus de trois siècles à cause de leur ancêtre Maria Owens, qui a survécu à une tentative d'exécution pour sorcellerie. Dévastée par le fait que le père de son enfant à naître ne soit jamais revenu, Maria jeta un sort pour s'empêcher de tomber amoureuse à nouveau. Ce sort se transforma en malédiction sur les descendants de Maria, condamnant toute personne aimé par une femme Owens.
Aujourd'hui, Sally et Gillian Owens sont accueillies par leurs tantes Frances et Jet après que leurs parents ont succombé au sort des Owens. Comme lorsqu'elles étaient petites, Sally et Gillian sont fréquemment ridiculisées par les écoliers de la ville.
Après avoir vu leurs tantes jeter un sort d'amour à une femme obsédée par son bien-aimé, Sally se jette un sort pour s'assurer de ne tomber amoureuse que d'une personne aux traits de caractère impossibles, afin de ne jamais tomber amoureuse.
Témoin du même incident, Gillian est impatiente de tomber amoureuse. Lorsque les filles sont plus grandes, Gillian s'enfuit avec son petit ami et part pour Los Angeles. Avant son départ, elle et Sally font un sort de sang pour rester toujours fidèles l'une à l'autre.
Gillian passe la décennie suivante à errer d'une relation à l'autre à travers le pays. De retour dans le Massachusetts, Sally rencontre et épouse Michael. Ils ont deux filles, Kylie et Antonia.
Après que Michael a été mortellement renversé par un camion, Sally et ses filles vont vivre chez les tantes. Apprenant qu'elles lui ont secrètement jeté un sort d'amour pour qu'elle puisse se marier et être heureuse, Sally affirme que les tantes n'enseigneront jamais la magie à ses filles.
Gillian apprend à Sally, de manière inattendue, qu'elle est en couple avec un mec violent, Jimmy Angelov. Lorsque Sally arrive pour sauver sa sœur, il les retient toutes les deux en otage dans sa voiture. Sally met de la belladone dans la tequila de Jimmy pour le calmer, mais le tue par inadvertance.
Les sœurs Owens ramènent le corps de Jimmy chez leurs tantes. Elles tentent alors de le ressusciter grâce à un sort interdit, qui le fait revenir et attaquer Gillian. Sally le tue à nouveau et les sœurs enterrent ses restes dans le jardin.
Sally, Gillian et leurs tantes prennent un verre à minuit, où la tequila de Jimmy semble les inciter à se retourner l'une contre l'autre. Les tantes quittent la maison le lendemain matin, laissant un message aux sœurs leur demandant de « réparer leurs erreurs ».
L'enquêteur Gary Hallett arrive de Tucson, en Arizona, à la recherche de Jimmy, lui aussi tueur en série. Gillian tente de lui faire boire une potion qui le forcera à les laisser tranquilles, mais les filles de Sally réalisent qu'il est le type du sortilège d'amour de Sally et jettent la potion.
Après une dispute entre Gillian et Sally, Sally craque et se confie à Gary. Incapables de nier leur attirance, ils s'embrassent.
De retour chez elle, Sally découvre que l'esprit de Jimmy a pris possession du corps de Gillian. Gary voit l'esprit émerger. Jimmy tente de prendre possession de Gary, mais son badge argenté le repousse. Sally explique à Gary qu'il est là à cause de son sort, que leurs sentiments l'un pour l'autre sont irréels et que la malédiction familiale le tuera s'ils poursuivent une relation. Gary répond que les malédictions ne fonctionnent que si l'on y croit, avant de retourner à Tucson.
Jimmy prend à nouveau possession de Gillian et tente de tuer Sally avant le retour de Frances et Jet. Comprenant qu'elle doit recourir à la magie pour sauver sa sœur, Sally demande l'aide des femmes de la ville et elles forment un clan pour exorciser l'esprit de Jimmy. Elles brisent le sortilège d'Owens, exorcisant l'esprit de Jimmy et permettant au clan de l'exiler définitivement.
À Tucson, Gary disculpe les sœurs Owens de tout soupçon concernant Jimmy et retourne dans le Massachusetts pour rejoindre Sally. Les femmes Owens sont finalement accueillies dans la communauté par les habitants de la ville, qui les ont désormais acceptées comme sorcières.

## Fiche technique
- Titre original : Practical Magic
- Titre français : Les Ensorceleuses
- Titre québécois : Amour et Magie
- Réalisateur : Griffin Dunne
- Scénaristes : Robin Swicord, Akiva Goldsman et Adam Brooks
- Directeur de la photographie : Andrew Dunn
- Musique : Alan Silvestri
- Monteuse : Elizabeth Kling
- Chef décoratrice : Robin Standefer
- Costumière : Judianna Makovsky
- Producteur : Denise Di Novi
- Société de distribution :
  - États-Unis, France : Warner Bros.
- Budget : 60 000 000 $
- Langue : anglais
- Durée : 104 minutes
- Dates de sortie :
  - États-Unis : 16 octobre 1998
  - France : 17 mars 1999

## Distribution
- Sandra Bullock (VF : Françoise Cadol ; VQ : Hélène Mondoux) : Sally Owens
- Nicole Kidman (VF : Stéphanie Murat ; VQ : Anne Bédard) : Gillian Owens
- Goran Višnjić (VF : Maurice Decoster ; VQ : François Godin) : James 'Jimmy' Angelov
- Stockard Channing (VF : elle-même ; VQ : Diane Arcand) : tante Frances Owens
- Dianne Wiest (VF : Danielle Volle ; VQ : Madeleine Arsenault) : tante Bridget 'Jet' Owens
- Aidan Quinn (VF : Gabriel Le Doze ; VQ : François L'Écuyer) : officier Gary Hallet
- Camilla Belle : Sally (jeune)
- Lora Anne Criswell : Gillian (jeune)
- Evan Rachel Wood (VF: Kelly Marot) : Kylie Owens
- Alexandra Artrip : Antonia Owens
- Mark Feuerstein (VQ : Pierre Auger) : Michael
- Margo Martindale : Linda Bennett
- Chloe Webb : Carla
- Martha Gehman : Patty
- Lucinda Jenney : Sara Adulte
- Cordelia Richards : Nan
- Mary Gross : Debbie
- Ellen Geer : la pharmacienne

Sources et légende : Version française (VF) sur Voxofilm et Version québécoise (VQ) sur Doublage Québec.

## Statut de film culte
Le film est considéré comme un film culte ,,,.